# Krościenko nad Dunajcem (gemeente)
De gemeente Krościenko nad Dunajcem is een landgemeente in het Poolse woiwodschap Klein-Polen, in powiat Nowotarski.
De zetel van de gemeente is in Krościenko nad Dunajcem.
Op 30 juni 2004 telde de gemeente 6362 inwoners.

## Oppervlakte gegevens
In 2002 bedroeg de totale oppervlakte van gemeente Krościenko nad Dunajcem 57,27 km², waarvan:
- agrarisch gebied: 45%
- bossen: 50%

De gemeente beslaat 3,88% van de totale oppervlakte van de powiat.

## Demografie
Stand op 30 juni 2004:
| Omschrijving                   | Totaal | Totaal | Vrouwen | Vrouwen | Mannen | Mannen |
| ------------------------------ | ------ | ------ | ------- | ------- | ------ | ------ |
| eenheid                        | aantal | %      | aantal  | %       | aantal | %      |
| inwoners                       | 6362   | 100    | 3247    | 51      | 3115   | 49     |
| bevolkingsdichtheid (inw./km²) | 111,1  | 111,1  | 56,7    | 56,7    | 54,4   | 54,4   |

In 2002 bedroeg het gemiddelde inkomen per inwoner 1370,16 zł.

## Plaatsen
Dziadowe Kąty, Grywałd, Hałuszowa, Kąty-Niwki, Krościenko nad Dunajcem (sołectwa: Krościenko-Centrum en Krościenko-Zawodzie), Krośnica, Tylka-Biały Potok.

## Aangrenzende gemeenten
Czorsztyn, Łącko, Ochotnica Dolna, Szczawnica.
De gemeente grenst aan Slowakije.